# Elisabeth Wackernagel

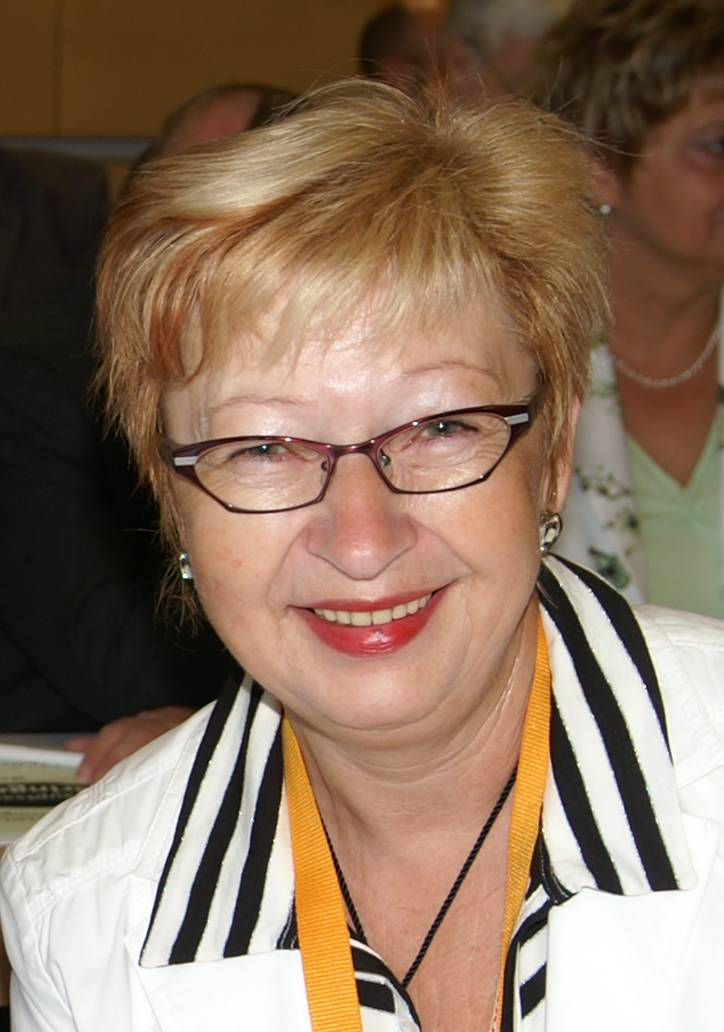
Elisabeth Wackernagel, 13. Landesausschuss der CDU Thüringen am 16. Juni 2009 in Bad Salzungen

Christa Elisabeth Wackernagel (* 26. Oktober 1947 in Jena) ist eine deutsche Politikerin (CDU) und war von 1999 bis 2004 sowie von 2006 bis 2009 Mitglied des Thüringer Landtags.

## Werdegang
Nach dem Abschluss der 10. Klasse 1964 wurde Wackernagel zur Technischen Hochbauzeichnerin ausgebildet und arbeitete danach als Technikerin. Anschließend absolvierte sie ein Fachschulstudium im Fach Hochbau, das sie 1975 als Diplomingenieurin (FH) abschloss.
Zur Landtagswahl 1999 wurde Wackernagel zum ersten Mal in den Thüringer Landtag gewählt, dem sie für die nächsten fünf Jahre angehörte. Zur Landtagswahl 2004, bei dem sie auf Platz 41 der CDU-Landesliste kandidierte, wurde sie zunächst nicht wiedergewählt, zog jedoch am 1. März 2006 als Nachrückerin für Harald Stauch wieder in den Landtag ein. Nach der Landtagswahl 2009, bei der sie abermals auf Listenplatz 41 kandidiert hatte, schied sie erneut aus dem Landtag aus.
Neben ihrer Tätigkeit in der Landespolitik ist Wackernagel auch seit 1999 Stadträtin in Jena und wurde in dieser Funktion zuletzt 2014 wiedergewählt. Daneben engagiert sie sich ehrenamtlich unter anderem im Jenaer Stadtsportbund, zu dessen Vorsitzender sie 2003 gewählt wurde, im Altstadtverein Jena sowie in der Kreissynode des Kirchenkreises Jena. Im April 2013 wurde sie für ihre ehrenamtlichen Tätigkeiten mit dem Bundesverdienstkreuz am Bande ausgezeichnet. Die „Thüringer Rose“ erhielt sie am 19. November 2019 für die Belange von Seniorinnen, Senioren und Jugendlichen sowie für das Vereinswesen im Bereich „Ehrenamt“ ihrer Heimatstadt Jena verliehen. Die Ehrung erinnert an das Rosenwunder der Heiligen Elisabeth und ist der höchste Preis für ehrenamtliches Engagement in Thüringen.